# Fuori dal mondo (album)
Fuori dal mondo è un album pubblicato il 22 marzo del 1999 dal pianista e compositore italiano Ludovico Einaudi, colonna sonora dell'omonimo film di Giuseppe Piccioni.

## Tracce
1. Fuori dal mondo – 5:26
2. Viaggio 2 – 6:26
3. Passaggio – 4:53
4. Interludio 1 – 3:44
5. Promessa – 2:19
6. Rockabilly Roadhouse – 2:56
7. Interludio 3 – 4:00
8. Fuori dalla notte – 4:31
9. Cadenza – 3:15
10. Alta pressione – 3:37
11. Moto perpetuo – 5:30
12. Day dreaming – 1:31
13. Distacco – 2:09

Durata totale: 50:17